# Signe Toly Anderson
Signe Toly Anderson (15 de septiembre de 1941-28 de enero de 2016) fue una cantante estadounidense, uno de los miembros fundadores de la banda de rock Jefferson Airplane.

## Biografía

### Primeros años y unión con Jefferson Airplane
Nacida en Seattle, Signe Toly se crio en Portland (Oregón) y era una cantante de jazz y folk localmente conocida y respetada antes de unirse a la Jefferson Airplane tras un viaje a San Francisco. Pronto después de unirse al Airplane, se casó con uno de los miembros de Merry Pranksters, Jerry Anderson, un matrimonio que duró de 1965 a 1974. Cantó en el primer álbum de Jefferson Airplane, Jefferson Airplane Takes Off, más notablemente en la canción «Chauffeur Blues». Anderson desconfiaba del manager original del Airplane, Matthew Katz, y rechazó firmar un contrato con él hasta que insertó una cláusula de rescisión especial que la liberase a ella si dejase la banda por cualquier razón.[cita requerida]

### Salida de Jefferson Airplane
Anderson, en julio de 1966, informó a Bill Graham que ella abandonaba la banda después de una serie de espectáculos que estaban haciendo en Chicago, indicando que traer a su hijo recién nacido, de su entonces esposo Jerry Anderson, en la carretera no era factible. Graham, aun así, le pidió que se quedara con la banda durante los conciertos de octubre en Winterland en San Francisco, y ella accedió. Esto dio tiempo a la banda para buscar su sustituta, escogiendo finalmente a Grace Slick tras haber declinado la oferta Sherry Snow. Presuntamente hubo otros factores como la hostilidad de algunos miembros de banda hacia su marido (véase el libro Got A Revolution - The Turbulent Flight of Jefferson Airplane).

### Espectáculos finales
Las últimas apariciones en vivo de Anderson con Jefferson Airplane fueron dos actuaciones el 15 de octubre de 1966 en The Fillmore. Ambas actuaciones fueron grabadas (al igual que la mayoría de espectáculos del Fillmore) y han aparecido en algunos álbumes bootleg. En agosto de 2010, Collector's Choice music en colaboración con Sony finalmente lanzó el segundo show en un CD oficial. En lo que parece ser el final de la segunda parte, Marty Balin vuelve a anunciar que Anderson deja el grupo. Su adiós a los seguidores, grabado para la posteridad, fue como sigue: «Quiero que todos vosotros llevéis puestas sonrisas y margaritas y cajas de globos. Os quiero a todos. Gracias y adiós». A petición de varios fanes, Anderson y la banda interpretaron la canción de su autoría, "Chauffeur Blues". Terminaron la noche con "High Flying Bird", y así terminó el periodo de Anderson con el Airplane. La banda regresó para tocar dos veces más, la noche siguiente con Grace Slick a bordo de la banda por primera vez.
Todo este concierto fue lanzado oficialmente en 2010 como Jefferson Airplane: Live At The Fillmore Auditorium 10/15/66 Signe's Farewell. La lista de canciones es la siguiente:
1. "Jam" (Signe Anderson, Paul Kantner, Marty Balin, Jorma Kaukonen, Jack Casady, Spencer Dryden)
2. "3/5 of a Mile in 10 Seconds" (Balin)
3. "Runnin Round This World" (Balin, Kantner)
4. "Tobacco Road" (John D. Loudermilk)
5. "Come Up The Year" (Balin, Kantner)
6. "Go To Her" (Kantner, Irving Estes)
7. "Fat Angel" (Donovan Leitch)
8. "And I Like It" (Balin, Kaukonen)
9. "In the Midnight Hour" (Wilson Pickett, Steve Cropper)
10. "Goodbye To Signe 1" (Balin)
11. "Chauffeur Blues" (Lester Melrose)
12. "High Flyin' Bird" (Billy Edd Wheeler)
13. "Goodbye To Signe 2" (Bill Graham)

### Vida después de Jefferson Airplane
Después de dejar el Airplane regresó a Oregón donde cantó durante nueve años con una banda de diez músicos, Carl Smith  and the Natural Gas Company. A mediados de los años 70 sufrió y se recuperó de un cáncer. En 1977 se casó con el contratista de obras local Michael Alois Ettlin, y continuó cantando con Carl Smith. A mediados de los años 90, Anderson padeció más problemas de salud serios. Mientras se recuperaba de estas dolencias su familia afrontó los fuertes problemas financieros por los costes que implicaron estos.
Hizo apariciones como invitada con KBC Band y Jefferson Starship.
El marido de Anderson, Michael Alois Ettlin, murió a la edad de 62, el 21 de febrero de 2011.
Anderson murió el 28 de enero de 2016, el mismo día que su amigo, cofundador de la Jefferson, Paul Kantner.